# Heilig Kreuz (Straßberg)

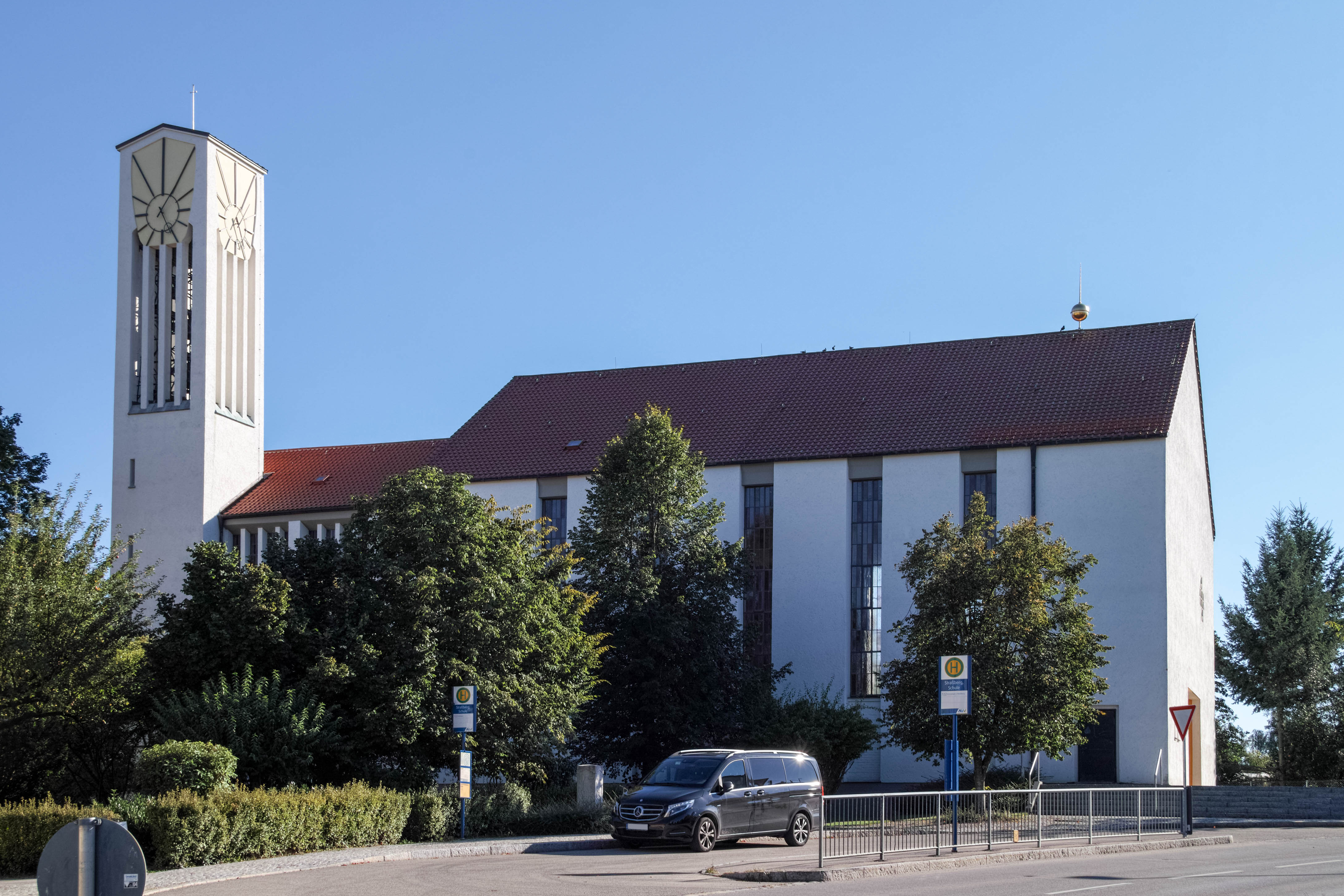
Heilig Kreuz in Straßberg

Die römisch-katholische Pfarrkirche Heilig Kreuz steht in Straßberg, einem Stadtteil von Bobingen im schwäbischen Landkreis Augsburg von Bayern. Das Bauwerk ist in der Liste der Baudenkmäler in Bobingen als Baudenkmal unter der Nr. D-7-72-125-24 eingetragen. Die Pfarrei gehört zum Dekanat Schwabmünchen des Bistums Augsburg.

## Beschreibung
Die Saalkirche besteht aus der Vorgängerkirche von 1872/73, die nach Plänen des Augsburger Architekten Max Treu errichtet wurde, und einem 1957/58 angebauten Langhaus, dass den Vorgängerbau nach Nordwesten verlängerte. An den verbreiterten Altbau, von dessen Chor nur noch der Fünfachtelschluss als Kapelle erhalten ist und aus dem neuen Baukörper herausragt, wurde an der Nordostseite zugleich mit dem Langhaus ein Chorflankenturm angefügt. Der Innenraum ist mit einer durchgehenden Flachdecke überspannt.